# Carla-Bayle

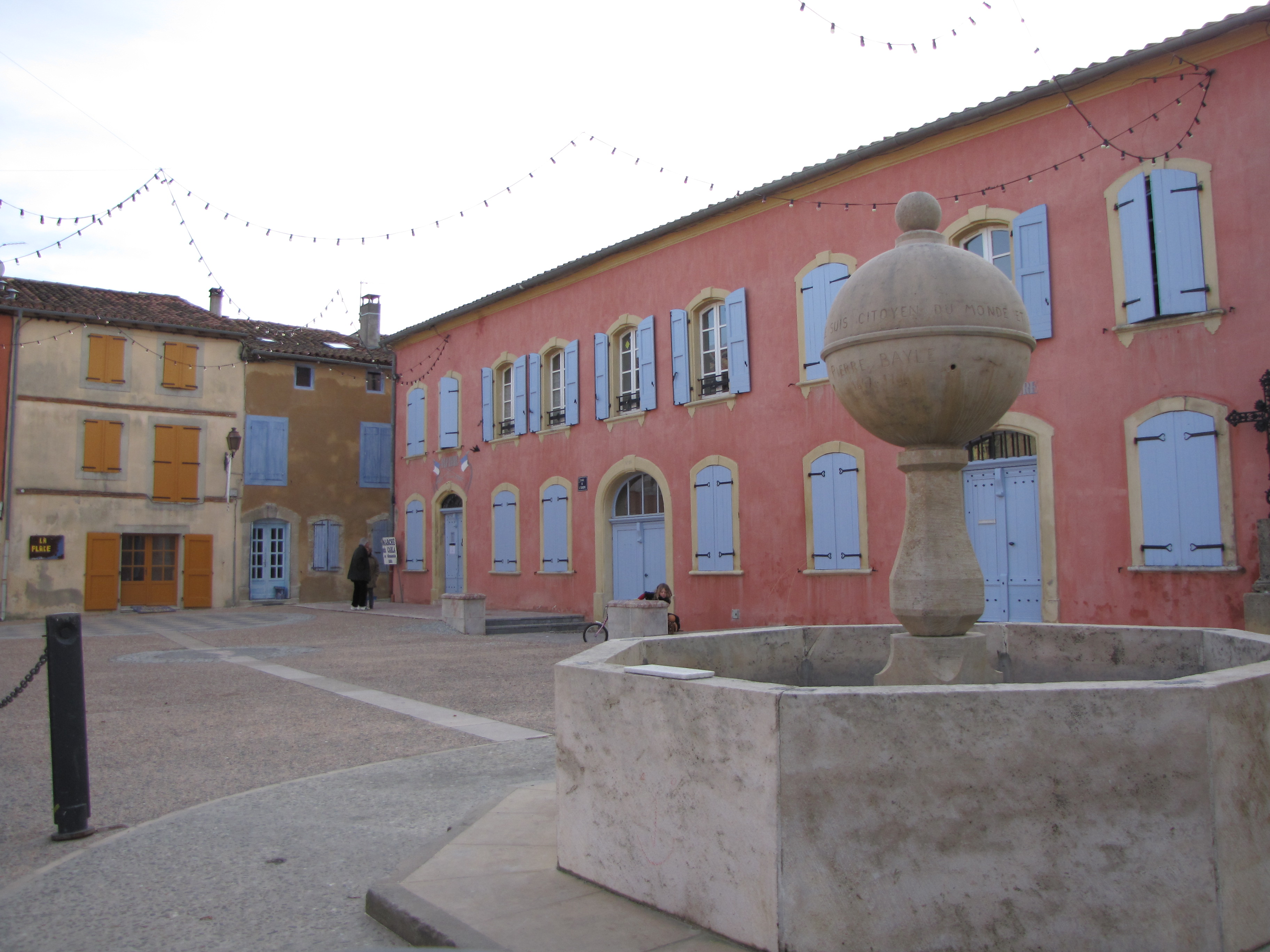
Rathaus

Carla-Bayle ist eine französische Gemeinde mit 792 Einwohnern (Stand 1. Januar 2022) und ehemalige hugenottische Festung im Département Ariège in der Region Okzitanien (zuvor Midi-Pyrénées). In den letzten Jahren hat sich hier eine Künstlerkolonie angesiedelt, die den Ort stark prägt.

## Geografie
Carla-Bayle liegt etwa 50 Kilometer von Toulouse entfernt im Nordosten des Départements Ariège auf einem felsigen Vorsprung. Im Westen des Ortes liegt der 15 ha große See von Carla-Bayle.

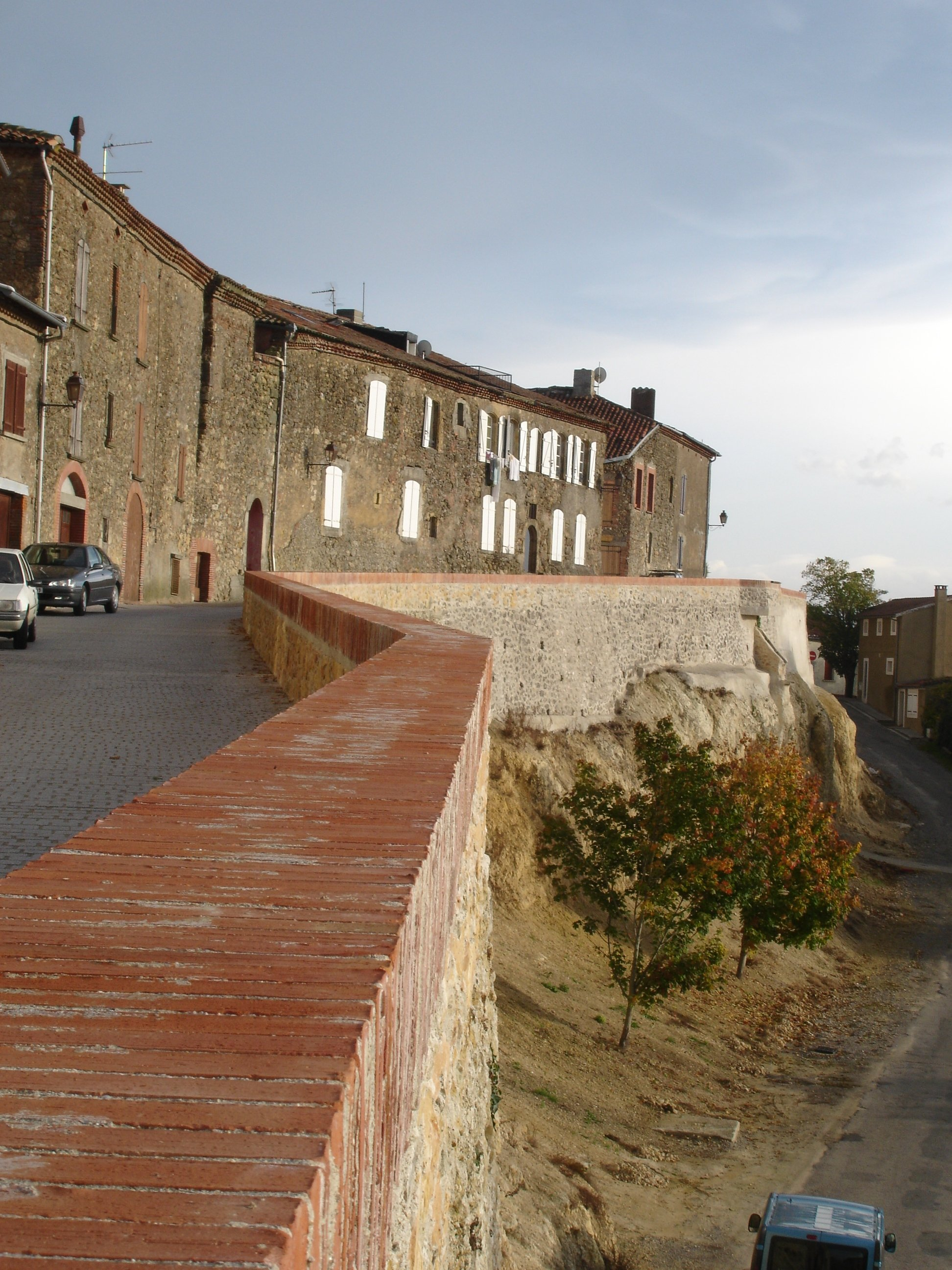
Der Festungswall von Carla-Bayle

## Geschichte
In gallo-römischer Zeit befand sich ein Oppidum im Gebiet der heutigen Gemeinde.
Die erste urkundliche Erwähnung des Ortes stammt aus dem Jahr 960 als der Bischof von Toulouse den Ort an den Grafen von Carcassonne gab. Im 11. Jahrhundert gehörte Carla zur Grafschaft Foix, die dort im 12. Jahrhundert ein Schloss errichten ließ. Im 13. Jahrhundert erfolgte der Bau der Kirche, der Ort wurde mit einer Stadtmauer umgeben und zur Festung ausgebaut.
Nach dem Albigenserkreuzzug nannte sich der Ort Castlardo und unterstand direkt dem König von Frankreich. Vom 16. Jahrhundert  bis zur Revolution hieß er dann Carla-le-Comte, wurde in Carla Bayle und Carla-le-Peuple umbenannt, um darauf wieder in Carla-le-Comte geändert zu werden. 1879 wurde schließlich wieder der Name bis heute verwendete Name Carla-Bayle gewählt, der auf den im Ort geborenen Aufklärer Pierre Bayle verweist.
Im 16. Jahrhundert machte sich erstmals eine protestantische Gemeinde im Ort bemerkbar, der zu einem Zentrum des hugenottischen Widerstandes während der Religionskriege wurde.

### Bevölkerungsentwicklung
| Jahr                       | 1962 | 1968 | 1975 | 1982 | 1990 | 1999 | 2009 | 2016 |
| Einwohner                  | 720  | 602  | 538  | 469  | 570  | 645  | 755  | 761  |
| Quellen: Cassini und INSEE |      |      |      |      |      |      |      |      |

## Bauwerke und Sehenswürdigkeiten
- Die Stadtmauern stammen aus dem 12. und 13. Jahrhundert.
- Der Hugenottentempel aus dem 19. Jahrhundert ist als Inscrit Monument Historique klassifiziert.
- In Carla-Bayle befindet sich die Ruine des Geburtshauses von Pierre Bayle.
- Seit Mitte der 1990er Jahre hat sich Carla-Bayle zu einem Künstlerdorf entwickelt. An der Hauptstraße liegen viele Kunstateliers und -galerien. Als Künstlerdorf genießt Carla-Bayle inzwischen überregionale Bedeutung, es stellen Künstler aus ganz Frankreich aus.

### Museen
Das Museum Pierre Bayle wurde am 18. November 1989 durch Lionel Jospin feierlich eröffnet. Es zeichnet die Spuren des Lebens und der Werke Pierre Bayles nach sowie des Protestantismus im 17. und 18. Jahrhundert.

## Persönlichkeiten
- Pierre Bayle (1647–1706), Philosoph der Aufklärung, wurde im damaligen Carla-le-Comte geboren.